# 카날 13 (코스타리카의 텔레비전 채널)
카날 13(스페인어: Canal 13)는 코스타리카의 텔레비전 채널이다.